# Anna Millward

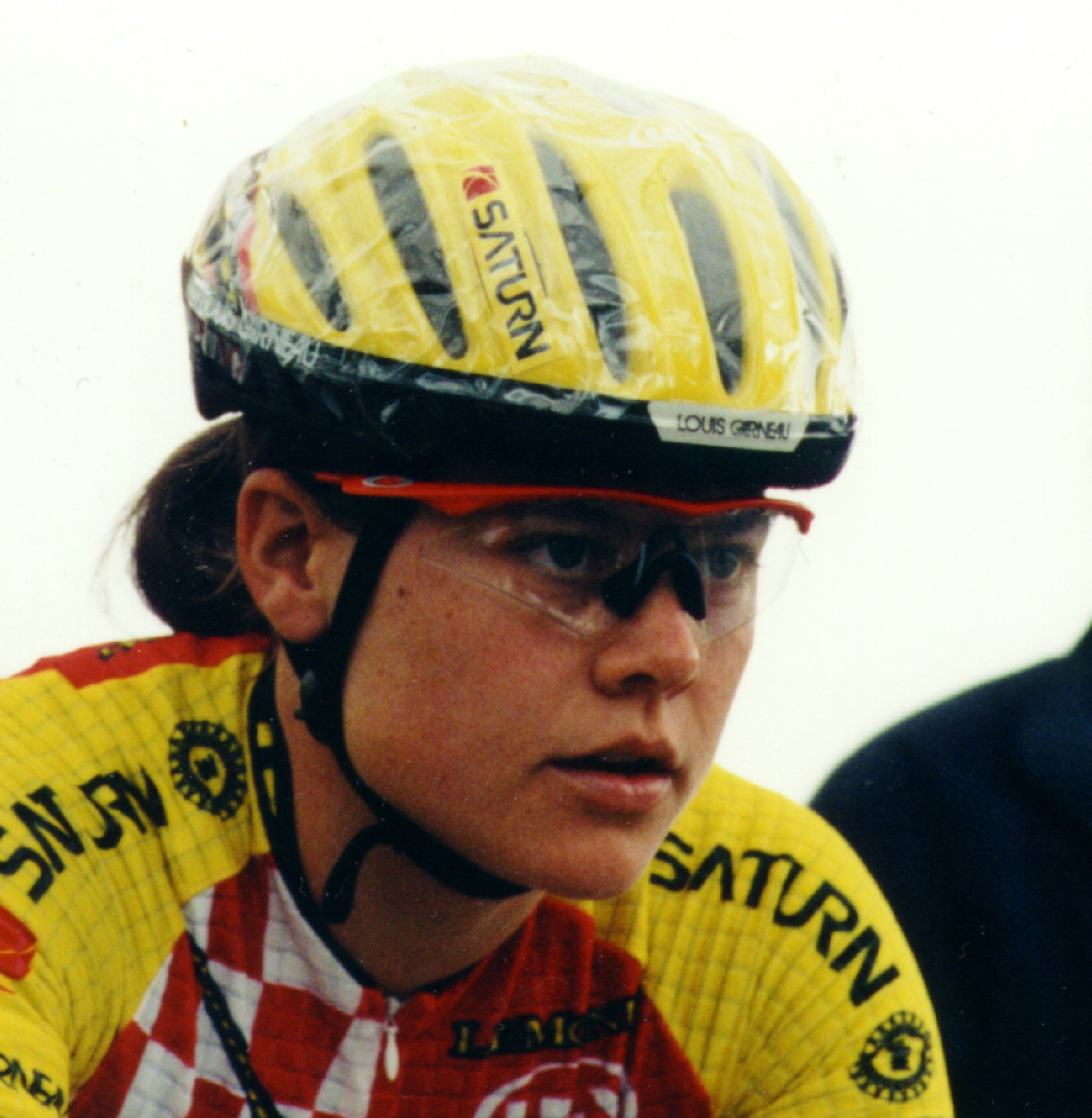
Anna Millward

Anna Millward, geb. Wilson (* 26. November 1971 in Melbourne) ist eine ehemalige australische Radrennfahrerin. Sie war eine der erfolgreichsten australischen Radrennfahrerinnen von den 1990er Jahren an bis Anfang der 2000er Jahre.

## Radsport-Erfolge
Anna Millward begann mit dem Radsport erst während ihres Jura-Studiums, das sie 1996 mit Abschluss beendete. 1997 wurde sie, noch unter ihrem Geburtsnamen Wilson, australische Meisterin im Einzelzeitfahren, im Straßenrennen belegte sie den zweiten Platz. 1999 wurde sie bei den Straßenweltmeisterschaften sowohl im Straßenrennen wie auch im Zeitfahren Vize-Weltmeisterin. Im selben Jahr gewann sie den Rad-Weltcup der Frauen, ein Erfolg, den sie 2001 wiederholen konnte. 2000 wurde sie australische Meisterin im Straßenrennen und wurde wiederum Zweite im Zeitfahren. Zudem errang Millward zahlreiche Etappensiege bei großen Rundfahrten und belegte oft vordere Plätze in den Gesamtwertungen.
Zweimal nahm Anna Millward an Olympischen Spielen teil, 1996 in Atlanta sowie 2000 in Sydney, wo sie vor heimischer Kulisse jeweils den vierten Platz im Straßenrennen und im Einzelzeitfahren holte. Bei den Commonwealth Games 1998 gewann sie Gold im Zeitfahren und Bronze im Straßenfahren, vier Jahre später Silber im Zeitfahren.
Zudem stellte Millward am 18. Oktober 2000 im Velodrom von Melbourne einen neuen Stundenweltrekord über 43,501 Kilometer auf, der allerdings nur knappe drei Wochen Bestand hatte, bis er von Jeannie Longo-Ciprelli verbessert wurde.
2003 beendete Anna Millward nach den langwierigen Folgen einer Hüftoperation ihre Radsport-Karriere.

## Vom Dopingvorwurf freigesprochen
2001 wurde Anna Millward bei der Tour de l’Aude Cycliste Féminin positiv auf Lidocain getestet, konnte aber glaubhaft machen, dass der Stoff Bestandteil eines Anti-Mückenmittels war, das von der Mannschaftsleitung verteilt worden war. Außerdem wurde festgestellt, dass sie den Gebrauch dieses Mittels vorher angegeben hatte.

## Auszeichnungen
Fünfmal, in den Jahren 1996, 1998, 1999, 2000 und 2001, wurde Anna Millward zur „Australischen Radrennfahrerin des Jahres“ gewählt. 1999 erhielt sie zudem die Sir Hubert Opperman Trophy als bester Radsportler. 2015 wurde sie in die Cycling Australia Hall of Fame aufgenommen.